# Second Baptist Church (Poughkeepsie)

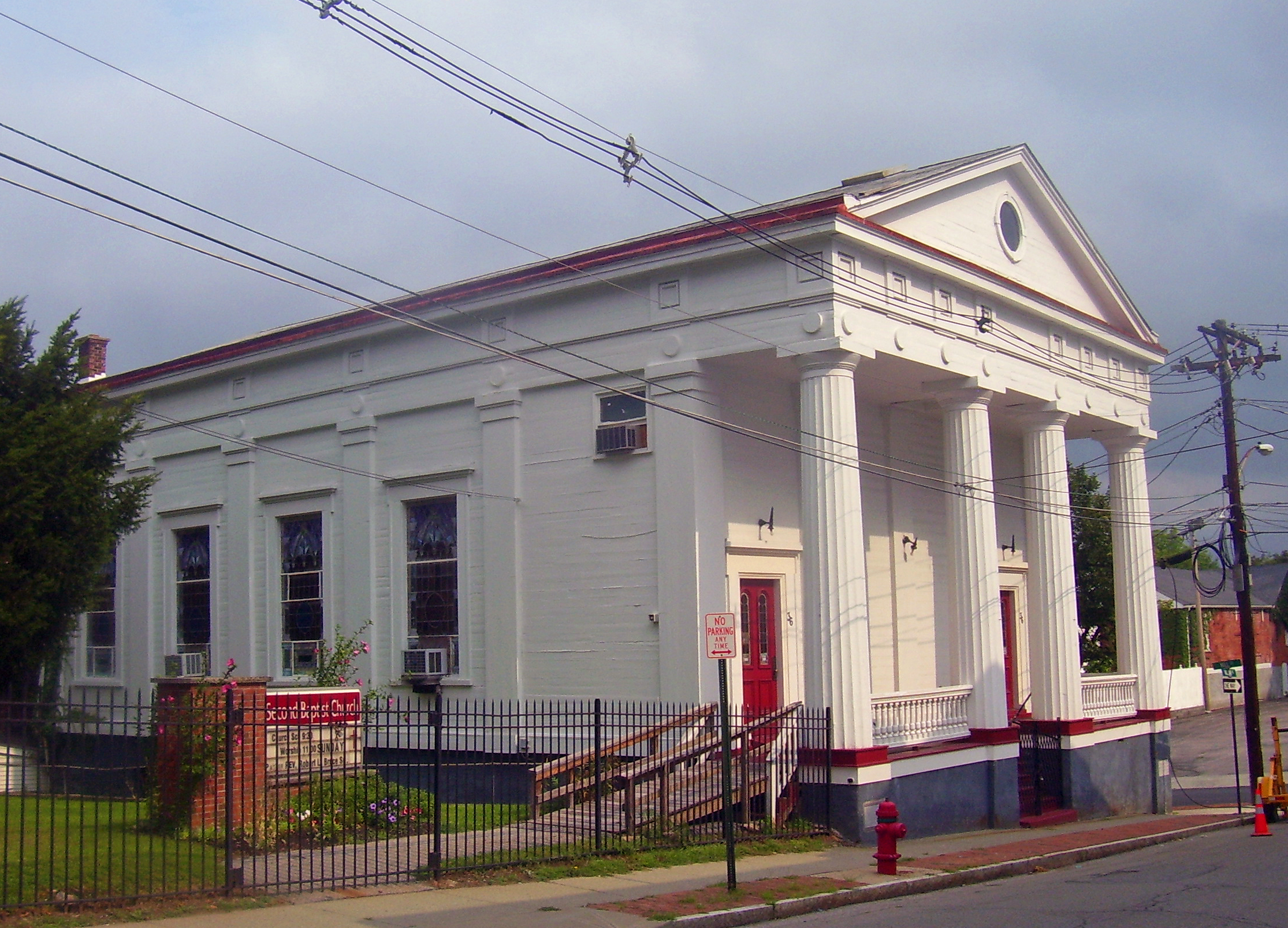
Blick auf die Kirche von Südosten (2008)

Die Second Baptist Church ist eine Kirche in Poughkeepsie, New York in den Vereinigten Staaten. Sie steht an der Ecke von Vassar und Mill Street. Es handelt sich um ein hölzernes Bauwerk, das Ende der 1830er Jahre im klassizistischen Stil entstand. Es ist die letzte Kirche in diesem Stil in der City of Poughkeepsie.
Das Bauwerk wurde seit seiner Erbauung von verschiedenen Gemeinden unterschiedlicher Glaubensrichtungen genutzt, es war sogar einmal eine Synagoge, was möglicherweise zu dem Spitznamen Vassar Temple führte, zumal es auf Land steht, das einst Matthew Vassar gehörte, der das Vassar College gründete. Die Kirche wurde am 20. Januar 1972 in das National Register of Historic Places aufgenommen und wurde später ein beitragendes Gebäude zum Mill Street-North Clover Street Historic District.

## Bauwerk
Die Kirche ist rechteckig. Der Bau umfasst drei Joche in der Breite und sechs in der Länge. Die schmale Seite mit den Kolonnaden ist nach Osten gerichtet. Das Gebäude ist einstöckig, obwohl es scheint, dass zwei Vorhanden sind, weil der Sockel aus Backsteinen, mit Ausnahme der Südseite, sichtbar ist. Hinzu kommt eine Attika. Das Satteldach hat eine geringe Dachneigung.
Vier Pilaster an der kurzen Seite und sechs an der langen Front trennen die Joche voneinander. Der Haupteingang liegt unter einem Portikus mit dorischen Säulen, die einen flachen Architrav mit Fries tragen, bei dem sich flache Tafeln und Triglyphen abwechselten. Das Giebeldreieck wird durch ein eingeschachteltes Gesims gebildet, in dessen Zentrum sich ein kleines rundes Sprossenfenster befindet. Die beiden Türen haben Buntglas-Fenster, die den vier größeren Fenstern an den langen Seiten entsprechen.

## Geschichte
Das Grundstück wird seit Mitte der 1830er Jahre zu religiösen Zwecken genutzt. Damals kaufte es eine sich von den Presbytern abgespaltete Gruppe von der Familie Matthew Vassars. Das Design der Kirche basiert auf einem Lehrbuch für Baumeister aus dem Jahr 1833. Damals waren Bauten im klassizistischen Stil populär und wurden als öffentliche Gebäude und Privathäuser gebaut. Die Presbyter-Abspaltung dauerte nicht lange an und 1842 verkaufte sie es an die First Congregational Church. Die Änderung der Eigentümer und der Verwendung spiegelt die demographische Entwicklung in der City of Poughkeepsie wider.
Einige Jahre später verkauft die Kirchengemeinde das Bauwerk an einen Privateigentümer, der es 1859 der örtlichen Freimaurerloge stiftete. Im Jahr darauf verkaufte es die Freimaurerloge an Matthew Vassar, Jr.  Dieser verkaufte die Kirche 1868 an den Congregated Brethren of Israel, sie wurde somit zur Synagoge. Der Verkauf Vassars, die Nutzung als Synagoge und die Kolonnaden führten zur umgangssprachlichen Bezeichnung als Vassar Temple.
Die Second Baptist Church und die Farmer's and Manufacturer's Bank an der Market Street sind die beiden letzten, nicht zu Wohnzwecken dienenden klassizistischen Gebäude in Poughkeepsie. Andere, wie etwa die ehemalige City Hall, wurden abgerissen und ersetzt.